# 10067 Bertuch
10067 Bertuch (1989 AL6) là một tiểu hành tinh vành đai chính được phát hiện ngày 11 tháng 1 năm 1989 bởi F. Borngen ở Tautenburg. Nó được đặt theo tên Friedrich Justin Bertuch, an author who translated Don Quixote into German.